# 伊萊克特拉山
伊萊克特拉山（英語：Mount Electra），是南極洲的山峰，位於維多利亞地的斯科特海岸，處於狄多山以西，屬於奧林匹斯山脈的一部分，海拔高度超過2,000米，由威靈頓維多利亞大學命名，現時由南極條約體系管理。